# Lasiopleura itascae
Lasiopleura itascae är en tvåvingeart som beskrevs av Curtis W. Sabrosky 1951. Lasiopleura itascae ingår i släktet Lasiopleura och familjen fritflugor. Inga underarter finns listade i Catalogue of Life.